# Andrés Gazzotti
Andrés Gazzotti (Chacabuco, 30 mei 1896 - 1984) was een Argentijns polospeler.

## Biografie
Gazzotti nam deel aan de Olympische Zomerspelen van 1936 in Berlijn als lid van de Argentijnse nationale poloploeg. Hij en zijn ploeg behaalden de gouden medaille. De spelen van 1936 waren de laatste spelen waar polo op het programma stond.

## Belangrijkste resultaten

### Olympische Zomerspelen
| Jaar | Plaats  | Discipline | Resultaat |
| ---- | ------- | ---------- | --------- |
| 1936 | Berlijn | polo       | Goud      |

1900: Beresford, Daly, Keene, Mackey, Rawlinson ·
1908: C. Miller, G. Miller, Nickalls, Wilson ·
1920: Barrett, Lockett, Melvill, Wodehouse ·
1924: Kenny, Miles, Naylor, Nelson, Padilla
1936: Andrada, Cavanagh, Duggan, Gazzotti